# Autakoidy
Autakoidy – to rodzaj hormonów. Autakoidy, w odróżnieniu od hormonów dokrewnych działają w miejscu swojego powstania. Z tego powodu są często nazywane hormonami lokalnymi lub miejscowymi. Autakoidy nie są produkowane przez wyspecjalizowane do tego celu gruczoły, jak to jest w przypadku hormonów.

## Substancje zaliczane do autakoidów
- eikozanoidy
  - prostaglandyny
  - prostacyklina
  - tromboksany
  - leukotrieny
- histamina
- angiotensyna
- serotonina
- kininy
  - bradykinina
  - kalikreina

Do autakoidów nie zalicza się zasadniczo neuroprzekaźników, chociaż niektóre substancje będące autakoidami (np. histamina) wykazują aktywność neuroprzekaźnikową.